# Fatubuti (Fahisoi)
Fatubuti ist eine osttimoresische Siedlung im Suco Fahisoi (Verwaltungsamt Lequidoe, Gemeinde Aileu).
Die Siedlung Fatubuti liegt an der Hauptstraße des Sucos, auf einem Bergrücken in einer Meereshöhe von 1234 m. Auf der Südseite der Straße gehören die Gebäude zur Aldeia Tatilisame, auf der Nordseite zur Aldeia Dailorluta. Fatubuti ist ein Ortsteil von Lequidoe, dem Hauptort des Sucos. Südwestlich liegt die Siedlung Tatilisame, nordwestlich Aituin und östlich Fahisoi.